# Johan François Hendrik Jacob Ernestus Mackay

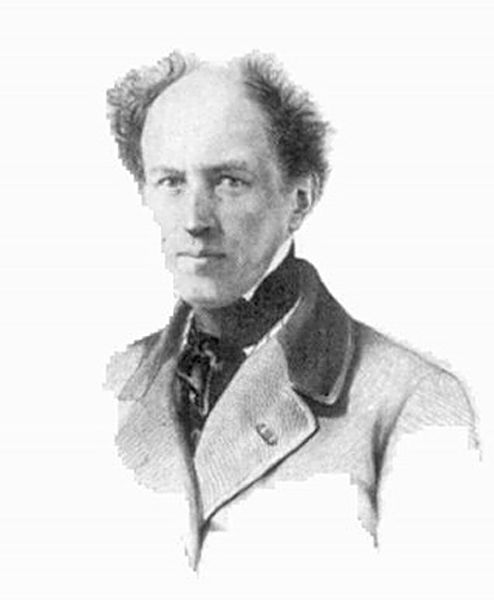
J.F.H.J.E. Mackay, burgemeester van Wisch 1834-1838

Johan François Hendrik Jacob Ernestus (Jan) Mackay (Nijmegen, 13 maart 1807 – aldaar, 27 juli 1846) was burgemeester en provinciaal bestuurder.

## Familie
Mackay was een telg van het geslacht Mackay uit Schotland. Zijn ouders waren Barthold Johan Christiaan baron Mackay (1773-1854), zeeofficier, directeur postkantoor Rotterdam, lid van de gemeenteraad Rotterdam en lid van Provinciale Staten van Zuid-Holland en jkvr. Anna Magdalena Frederica Henrietta van Renesse van Wilp (1775-1839). Ze kregen twee zoons. Hun oudste zoon, de broer van Jan, was mr. Aeneas Mackay (1806-1876), lid van de Tweede Kamer (ARP) en vicepresident van de Raad van State.
Mackay trouwde op 26 juni 1835 te Nijmegen met jkvr. Margaretha Clara Françoise van Lynden (Nijmegen 1810 – Amerongen 1869), dochter van jhr. mr. Dirk Reinhard Johan van Lynden (1779-1837), burgemeester van Nijmegen, lid van Provinciale Staten van Gelderland en dijkgraaf van de Overbetuwe. Het echtpaar kreeg vier dochters en drie zoons, onder wie:
- mr. Aeneas baron Mackay (1838-1909), laatstelijk lid van de Raad van State.
- mr. Theodoor Philip baron Mackay (1840-1922), burgemeester, lid van de Tweede Kamer (ARP), lid en voorzitter van de Algemene Rekenkamer.

## Biografie
Mackay promoveerde in 1829 in de rechten in Utrecht op het proefschrift De aere alieno hereditario (Over de erfelijke schuld). Hij werd in 1834, op 27-jarige leeftijd, benoemd tot burgemeester van Wisch. Zijn ambtsperiode was kort: slechts vier jaar. In 1836 werd in Terborg een nieuw gemeentehuis gebouwd, maar overigens heeft deze periode geen opmerkelijke sporen nagelaten. Hij werd in 1838 opgevolgd door zijn gemeentesecretaris Willem Barend Aalbers. In 1838 werd hij benoemd tot kantonrechter in Nijmegen. Van 1842 tot zijn overlijden in 1846 was jhr. mr. J.F.H.J.E. Mackay lid van Provinciale en Gedeputeerde Staten van Gelderland. In Nijmegen was hij mede-oprichter van de Christelijke Normaalschool op de Klokkenberg.